# ビーストバスターズ セカンドナイトメア
『ビーストバスターズ セカンドナイトメア』とは、ADKが開発し、SNKが1998年に発売したアーケードのガンシューティングゲーム。
ADKが唯一制作したハイパーネオジオ64基板の作品であり、ハイパーネオジオ64唯一のサードパーティー開発の作品でもある。『ラウンドトリップRV』や『オフビートレーサー』同様、専用筺体と専用デバイスを使用した数少ない作品。

## 概要
特殊海兵隊となって、謎のモンスターが発生した「死の病院」へと乗り込むホラーガンシューティングゲーム。主人公の名前は不明で、顔や姿すら映されている描写も一切ない。全5ステージ。
1989年にSNKが開発・発売した『ビーストバスターズ』の続編で、SNKとしても9年振りのガンシューティングゲームだが、システムを一部踏襲し、同じタイトルを冠しただけであり、ストーリーそのものの繋がりはない（なお前作のストーリー自体は同じくSNKが1992年に発売した『キング・オブ・ザ・モンスターズ2』と繋がっている）。また前作は2Dによる疑似3Dだったが、本作はポリゴンを使用した3Dグラフィックである。
家庭用ゲーム機への移植は一切行われていない。

## ストーリー

### あらすじ
2009年。東京湾に浮かぶ海上都市「新東京ポートタウン」の一角にそびえる国際特殊研究病院（ISPH）にて、人々がモンスターに変貌する正体不明の病気が次々と発生。その病気は瞬く間に院内にて蔓延、侵食し尽くし、ISPHは生けるものの無い「死の病院」と化してしまった。この事態を重く見た国連は、事件解決と原因究明のため、特殊海兵部隊員をISPHに送り込んだ。正体不明の恐怖との闘いを切り抜けた先で部隊員が見たその事件の全貌とは...？

### ミッション
STAGE1
外部から病院の状況を確認、現場へ侵入せよ。
STAGE2
病院内部の調査をしつつ、状況の報告をせよ。
STAGE3
病院内に発生したビーストを排除しつつ、中央部に進行せよ。
STAGE4
病院下層部に大量のビーストがいる模様。それらを排除しつつ脱出経路を確保せよ。
FINAL STAGE
巨大生物を破壊しろ！！

## システム
筺体にはポンプアクション機構付きのショットガンを彷彿とさせるガンコントローラーが二台直付けされているが、ポンプはあくまでも解りやすいリロード用の為に搭載されたものであり、トリガーを引いたままで連射が可能と、実際にゲーム内で使用するのはマシンガンである。

### 操作方法
- 操作はトリガーを引くことでマシンガンを発射。画面上には照準が表示されており、そこに向けて発射される。銃口の手前のポンプを引くことでリロード。
- ポンプの上にあるボタンを押すと所持しているボムを使用。レベルが上がるごとに威力が高くなり、演出もそれぞれで異なる。レベル2以上は発動するとその瞬間から演出終了までは無敵になる。
  - レベル1 - 手榴弾。
  - レベル2 - 携帯用レールガン二丁を画面内に向けて乱射。見た目はレールガンより重機関銃に近い。
  - レベル3 - 発動すると宇宙空間内の衛星兵器（人工衛星）のカットインが出現し、そこから発動地点を目がけてサテライトレーザーを発射。

なお、ボムはステージ道中に落ちていることがあり、それを撃つことで入手可能（詳細は以下の『アイテム』の項目を参照）。

### アイテム
ステージ内に最初から落ちている他、障害物を銃で壊すと出現することがある。出現したそのアイテム自体を撃つことで入手可能。
- ボム - 書かれたレベルのボムを入手。最大5つまでストック可能。
- 薬莢 - 弾丸ストックが一定時間2倍になる。発動時間内は、画面下にある残弾メーターの横に弾倉マークが表示され、これが緑だと2倍満タン、灰色だと半分(通常の満タン)であることを示す。
- 救急箱 - ライフ回復。満タンのときはボーナススコア加算。
- メダル - ボーナススコア加算。
- ぬいぐるみ - レベル1、2、3のボムがそれぞれ一つずつ手に入る。ステージ2のみ出現。

## 敵キャラクター
作中では「ビースト」と呼称されている。
- ストーカー、ワンダラー - 病院内の患者がゾンビ化したもの。引っ掻いてきたり、体当たりで攻撃してくる。中には徘徊しているだけで襲ってこないものや既に屍と化しているものもいる。
- テラーメディシン、ナース - 病院内の医師や看護師がゾンビ化したもの。攻撃パターンはストーカーたちと変わらない。
- 0（ゼロ）マイン - 全身が赤く爛れたゾンビ。破裂してジャイアントリーチをばらまいてくる。
- アッパーゾンビ - 何らかの原因で上半身だけとなったゾンビ。天井から襲ってくる。
- パンサー - 暴走族ゾンビ。スキンヘッドタイプと「壱」と書かれたヘルメットとガスマスクを着けたタイプの二種類がいる。斧やショットガンで攻撃してくる他、ストーカーたちよりも耐久力が高い。
- トラッカー - バイクを操るタイプのパンサー。
- ディープバイツ、スケアリードッグ - 犬型ゾンビ。素早い動きで体当たりしてくる。
- ホラーバット - コウモリ型ゾンビ。飛び回りながら体当たり攻撃をしてくる。
- ナイトホッパー - 巨大なカマドウマ。飛び跳ねながら体当たり攻撃をしてくる。
- ドラゴンホーネット - 巨大な蜂。体当たり攻撃をしてくる。
- ホーネットメーカー - ドラゴンホーネットの巣にされてしまった犠牲者のなれの果て。
- キラーフィッシュ - 魚型ゾンビ。集団で泳ぎ回りながら飛び回りながら噛みついてくる。
- ブラスター - 巨大なミノムシ。0マインと同様に破裂してジャイアントリーチをばらまいてくる。
- クロウズ - イートワンを小型化したような二本足の化け物。体当たりしてくる。
- ジャイアントリーチ - 巨大なヒル。主に他のゾンビに寄生しているが、病院内に棲息しているタイプも存在する。

### ボスキャラクター
- カオスウォーム - 一面ボス。巨大なミミズの化け物。バスに寄生している。
- オメガ改 - 二面ボス。巨大な四本腕の化け物。
- ゾディアック - 三面ボス。チェーンソーが武器の巨大なゾンビ。胸から光弾を放ったり、分身したりしてくる。
- イートワン - 四面ボス。口だけのカエルのような化け物。噛み付いてきたり、無数の子供（？）をばらまいてくる。
- ゼノ - ラストボス。病院の上空で戦う巨大生物。第一形態は背中の骨や腕で殴る他に体内から岩石を飛ばし、第二形態は胸部からビームを発射する。

（各キャラクターの名称は、『ネオジオフリーク』（1998年＃11）に掲載されている設定資料集より）